# Better Call Saul
Better Call Saul (tạm dịch: Hãy gọi cho Saul) là một chương trình truyền hình dài tập thuộc thể loại chính kịch hình sự và pháp luật do Vince Gilligan và Peter Gould sáng tác. Chương trình nằm trong loạt phim Breaking Bad và vừa là ngoại truyện, vừa là tiền truyện lẫn hậu truyện của Breaking Bad, tác phẩm trước của Gilligan. Lấy bối cảnh chủ yếu ở Albuquerque, New Mexico giai đoạn đầu đến giữa thập niên 2000, phim kể lại hành trình của Jimmy McGill (Bob Odenkirk), từ một luật sư đứng đắn từng hành nghề lừa đảo trở thành gã luật sư bào chữa hình sự ích kỷ Saul Goodman. Phim cũng phơi bày quá trình tha hóa đạo đức của cựu cảnh sát Mike Ehrmantraut (Jonathan Banks) khi trở thành kẻ bạo lực chuyên xử lý rắc rối cho dân buôn ma túy để nuôi cháu gái và con dâu góa chồng. Phim công chiếu trên AMC ngày 8 tháng 2 năm 2015 và kết thúc ngày 15 tháng 8 năm 2022 sau sáu mùa với 63 tập phim.
Ở đầu phim, Jimmy là một luật sư công gặp khó khăn tài chính khi chỉ biện hộ trong các vụ án do tòa chỉ định. Người yêu và đồng nghiệp cũ của anh, Kim Wexler (Rhea Seehorn), là luật sư tại Hamlin, Hamlin & McGill (HHM), một công ty luật do người anh xuất chúng nhưng đau bệnh của Jimmy là Chuck McGill (Michael McKean) và cộng sự của Chuck là Howard Hamlin (Patrick Fabian) đồng sở hữu. Sau khi thuê Jimmy làm luật sư đại diện, Mike cho lời khuyên và bảo vệ Nacho Varga (Michael Mando), một tay buôn ma túy thông minh về sau trở thành nội gián cho Gus Fring (Giancarlo Esposito), trùm ma túy dưới vỏ bọc ông chủ lương thiện của chuỗi nhà hàng thức ăn nhanh Los Pollos Hermanos. Hoạt động của họ bị gia tộc Salamanca tàn ác – trong đó có Lalo Salamanca (Tony Dalton) – làm gián đoạn. Odenkirk, Banks, Esposito và nhiều diễn viên khách mời trở lại vai diễn của mình trong Breaking Bad.
Better Call Saul được toàn thể giới phê bình ca ngợi, nhất là về diễn xuất, nhân vật, kịch bản, đạo diễn và kỹ thuật điện ảnh. Nhiều nhà phê bình khen bộ phim không chỉ xứng đáng tiếp nối Breaking Bad mà còn là một trong những chương trình truyền hình xuất sắc nhất mọi thời đại; một số còn cho rằng nó hay hơn phim trước. Chương trình đã gặt hái nhiều đề cử, bao gồm một giải Peabody, 46 giải Primetime Emmy, 15 giải thưởng của Hiệp hội Nhà văn Hoa Kỳ, 14 giải Critics' Choice Television, sáu giải thưởng của Nghiệp đoàn Diễn viên Màn ảnh và bốn giải Quả cầu Vàng. Tại thời điểm phát sóng, phim giữ kỷ lục buổi ra mắt có tỷ lệ người xem cao nhất trong lịch sử truyền hình cáp đối với chương trình có kịch bản.

## Tiền đề
Better Call Saul kể lại hành trình của Jimmy McGill (Bob Odenkirk), từ một luật sư đứng đắn từng hành nghề lừa đảo trở thành gã luật sư hình sự khoa trương Saul Goodman (chơi chữ từ câu "[it]'s all good, man!") trong quãng thời gian sáu năm trước mạch sự kiện Breaking Bad, khoảng từ 2002 đến 2008.
Được anh trai Chuck động viên, Jimmy bỏ nghề lừa đảo lẫn biệt danh "Thánh Ngã Jimmy." Anh rời Chicago tới Albuquerque làm nhân viên văn thư ở Hamlin, Hamlin & McGill (HHM), công ty luật của anh trai. Tại đây Jimmy đối địch với luật sư điều hành Howard Hamlin và làm bạn với Kim Wexler, đồng nghiệp cùng làm văn thư về sau tốt nghiệp ngành luật và trở thành luật sư của công ty. Giữa anh và Kim dần nảy sinh tình cảm. Thành công của Chuck thúc đẩy Jimmy học hết cao đẳng và lấy bằng tiến sĩ luật qua một khóa học luật hàm thụ tại Đại học Samoa thuộc Mỹ, một ngôi trường hư cấu.
Sau khi lấy chứng chỉ hành nghề nhưng không được HHM nhận, Jimmy chuyển sang làm luật sư công và tập trung nhận các thân chủ trả thù lao thấp. Về sau anh lập văn phòng riêng chuyên về luật cao niên và mở ra một vụ kiện kéo dài dai dẳng khi biết nhiều người cao tuổi bị một chuỗi viện dưỡng lão lừa gạt. Anh và Chuck hợp tác giải quyết vụ kiện tập thể này, nhưng Chuck nhanh chóng giao vụ án cho HHM và gạt Jimmy ra rìa. Jimmy suy sụp vì liên tục bị Chuck hằn học, xem thường và cản trở. Cuộc sống và công việc của Jimmy bắt đầu giao thoa với đường dây buôn bán ma túy, đồng thời giới thiệu các nhân vật và tuyến cốt truyện tiếp nối với mạch phim Breaking Bad.
Một trong các tuyến cốt truyện xoay quanh cuộc đình chiến căng thẳng giữa một bên là nhà Salamanca – gia đình chuyên phục vụ băng đảng ma túy Juárez do Hector Salamanca và sau này là hai cháu trai Tuco (Raymond Cruz) và Lalo cầm đầu – và một bên là Gus Fring – người sáng lập một chuỗi nhà hàng gà rán làm bình phong giao dịch ma túy. Những người bị liên lụy khi xung đột nổ ra là Nacho Varga, một bộ hạ thân tín của Salamanca luôn muốn bảo vệ cha mình, và Mike Ehrmantraut, một cựu cảnh sát Philadelphia về sau trở thành "người dọn dẹp" cho Gus. Khi tương tác với tội phạm ngày một tăng, Jimmy khoác lên hình tượng Saul Goodman lòe loẹt phô trương và tận dụng kinh nghiệm thời làm lừa đảo, trong khi công tác luật sư của anh chuyển từ bất minh đến phi đạo đức, đến bất chính.
Ngoài một số cảnh chọn lọc nằm trong mạch phim Breaking Bad, chương trình còn chứa nhiều cảnh đen trắng xảy ra hậu Breaking Bad. Diễn ra năm 2010, những cảnh này xoay quanh thời kỳ Jimmy sống lẩn trốn dưới vỏ bọc Gene Takavic, quản lý một cửa hàng Cinnabon ở Omaha, Nebraska.

## Diễn viên và nhân vật

### Nhân vật chính
- Bob Odenkirk trong vai Jimmy McGill / Saul Goodman / Gene Takavic, một luật sư từng hành nghề lừa đảo, về sau dấn thân phục vụ cho thế giới tội phạm
- Jonathan Banks trong vai Mike Ehrmantraut, một cựu cảnh sát Philadelphia chuyển sang làm nhân viên thu phí tại bãi đậu xe tòa án Albuquerque, về sau trở thành thám tử tư, vệ sĩ và "người dọn dẹp"
- Rhea Seehorn trong vai Kim Wexler, một luật sư xuất sắc của công ty luật Hamlin, Hamlin & McGill (HHM), về sau trở thành bạn tâm giao và người yêu của Jimmy
- Patrick Fabian trong vai Howard Hamlin, luật sư điều hành tại HHM, ban đầu luôn tỏ ý đối địch với Jimmy nhưng thực ra chỉ hành động theo yêu cầu của Chuck McGill
- Michael Mando trong vai Ignacio "Nacho" Varga, một thành viên thông minh và tham vọng trong đường dây ma túy của Hector Salamanca, ngoài ra còn làm việc cho tiệm bọc ghế xe hơi của cha
- Michael McKean trong vai Chuck McGill (mùa 1–3; khách mời đặc biệt trong mùa 4 và 6), anh trai Jimmy và là người đồng sáng lập HHM, tự giam mình trong nhà vì bị mẫn cảm với điện từ và xem thường sự nghiệp làm luật của em trai
- Giancarlo Esposito trong vai Gus Fring (mùa 3–6), chủ chuỗi nhà hàng thức ăn nhanh Los Pollos Hermanos, lấy nơi này làm bình phong phân phối cocain cho băng đảng ma túy Mexico. Tuy miễn cưỡng hợp tác nhưng ông lại căm thù trùm băng đảng Eladio và kẻ cầm đầu nhà Salamanca là Hector. Fring cũng muốn chuyển sang tự sản xuất và bán methamphetamine thay vì cocain để khỏi lệ thuộc vào băng đảng.
- Tony Dalton trong vai Eduardo "Lalo" Salamanca (mùa 5–6; nhân vật phụ trong mùa 4), một kẻ có sức thu hút nhưng bị thái nhân cách, là cháu trai Hector và anh họ Tuco, Leonel và Marco, tiếp quản việc kinh doanh ma túy của gia đình sau khi Hector bị đột quỵ

### Nhân vật phụ

#### Giới thiệu trong mùa 1
- Kerry Condon trong vai Stacey Ehrmantraut, cô con dâu góa của Mike và mẹ Kaylee Ehrmantraut
- Faith Healey (mùa 1), Abigail Zoe Lewis (mùa 2–4) và Juliet Donenfeld (mùa 5–6) trong vai Kaylee Ehrmantraut, cháu nội Mike
- Eileen Fogarty trong vai cô Nguyễn, chủ tiệm làm móng cho Jimmy thuê phòng chứa dụng cụ làm văn phòng luật
- Peter Diseth trong vai Phó Ủy viên Công tố Quận Bill Oakley
- Joe DeRosa trong vai bác sĩ Caldera, một bác sĩ thú y có liên hệ với thế giới tội phạm ngầm
- Dennis Boutsikaris trong vai Rich Schweikart, một luật sư thành viên tại Schweikart & Cokely
- Mark Proksch trong vai Daniel "Pryce" Wormald, một nhân viên công ty thuốc bí mật giao dịch với Nacho và thuê Mike làm bảo vệ
- Brandon K. Hampton trong vai Ernesto, nhân viên HHM kiêm trợ lý của Chuck
- Josh Fadem trong vai Marshall/Joey Dixon ("Người quay phim"), một trong ba sinh viên ngành điện ảnh của Đại học New Mexico (UNM) chuyên giúp Jimmy quay nhiều dự án khác nhau
- Julian Bonfiglio trong vai Phil ("Người thiết kế âm thanh"), một trong ba sinh viên ngành điện ảnh của UNM chuyên giúp Jimmy quay nhiều dự án khác nhau
- Jeremy Shamos và Julie Ann Emery trong vai Craig và Betsy Kettleman, cặp vợ chồng thủ quỹ quận bị cáo buộc biển thủ công quỹ
- Steven Levine và Daniel Spenser Levine trong vai Lars và Cal Lindholm, cặp song sinh chuyên lừa đảo vặt bằng ván trượt
- Míriam Colón trong vai bà Salamanca, bà Tuco và mẹ Hector
- Barry Shabaka Henley trong vai thám tử Sanders, một cảnh sát Philadelphia từng là cộng sự của Mike
- Mel Rodriguez trong vai Marco Pasternak, bạn thân và đồng phạm của Jimmy ở Cicero, Illinois
- Clea DuVall trong vai bác sĩ Cruz, bác sĩ điều trị của Chuck, cho rằng chứng mẫn cảm với điện từ của ông chỉ là bệnh tâm thể
- Jean Effron trong vai Irene Landry, một thân chủ cao tuổi của Jimmy McGill, bị viện dưỡng lão Sandpiper Crossing tính tiền quá giá
- Steven Ogg trong vai Sobchak, một tên tội phạm vặt được Pryce thuê

#### Giới thiệu trong mùa 2
- Ed Begley Jr. trong vai Clifford Main, luật sư điều hành tại Davis & Main, công ty luật nơi Jimmy làm việc trong mùa 2
- Omar Maskati trong vai Omar, trợ lý của Jimmy tại Davis & Main
- Jessie Ennis trong vai Erin Brill, một luật sư tại Davis & Main có nhiệm vụ trông chừng Jimmy
- Juan Carlos Cantu trong vai Manuel Varga, cha Nacho và là chủ một tiệm bọc ghế xe hơi
- Vincent Fuentes trong vai Arturo Colon, thuộc hạ của Hector Salamanca
- Rex Linn trong vai Kevin Wachtell, chủ tịch ngân hàng Mesa Verde, đồng thời là thân chủ của HHM và Kim
- Cara Pifko trong vai Paige Novick, cố vấn pháp lý cấp cao của ngân hàng Mesa Verde và là bạn Kim
- Ann Cusack trong vai Rebecca Bois, vợ cũ của Chuck
- Julie Pearl trong vai Trợ lý Ủy viên Công tố Quận Suzanne Ericsen
- Manuel Uriza trong vai Ximenez Lecerda, thuộc hạ của Hector Salamanca
- Hayley Holmes trong vai Cheri ("Người hóa trang"/"Thành viên CLB kịch"), một trong ba sinh viên ngành điện ảnh của UNM chuyên giúp Jimmy quay nhiều dự án khác nhau

#### Giới thiệu trong mùa 3
- Kimberly Hebert Gregory trong vai Trợ lý Ủy viên Công tố Quận Kyra Hay
- Harrison Thomas trong vai Lyle, trợ lý quản lý tận tâm của Los Pollos Hermanos
- Tamara Tunie trong vai Anita, một thành viên trong nhóm hỗ trợ mà Mike và Stacey tham gia
- Bonnie Bartlett trong vai Helen, bạn Irene và là một thành viên trong tập thể khởi kiện Sandpiper

#### Giới thiệu trong mùa 4
- Don Harvey (mùa 4–5) và Pat Healy (mùa 6) trong vai Jeff, một tài xế taxi nhận ra Gene là Saul Goodman ở thời điểm hiện tại
- Rainer Bock trong vai Werner Ziegler, một kỹ sư được Gus thuê lên kế hoạch và giám sát việc xây dựng xưởng chế ma túy
- Ben Bela Böhm trong vai Kai, một thành viên ngang ngược trong đội xây dựng xưởng chế ma túy của Werner Ziegler
- Stefan Kapičić trong vai Casper, một thành viên trong đội Werner Ziegler
- Poorna Jagannathan trong vai Maureen Bruckner, một chuyên gia được Gus thuê từ bệnh viện Johns Hopkins đến Albuquerque để điều trị cho Hector
- Keiko Agena trong vai Viola Goto, trợ lý pháp lý của Kim Wexler

#### Giới thiệu trong mùa 5
- Max Bickelhaup trong vai Buddy, bạn Jeff, về sau giúp Gene thực hiện âm mưu lừa đảo
- Sasha Feldman và Morgan Krantz trong vai Sticky và Ron, hai tội phạm vặt và là hai thân chủ đầu tiên của Saul Goodman
- Barry Corbin trong vai Everett Acker, một cụ già sống trên đất Mesa Verde cho thuê, bị Kim đòi thu hồi đất để ngân hàng lấy chỗ xây tổng đài

#### Giới thiệu trong mùa 6
- Lennie Loftin trong vai Genidowski, tay lừa đảo Jimmy và Kim thuê giả danh thám tử tư của Howard
- Sandrine Holt trong vai Cheryl Hamlin, người vợ lãnh cảm của Howard
- John Posey trong vai Rand Casimiro, một thẩm phán về hưu được mời dàn xếp vụ kiện Sandpiper
- John Ennis trong vai Lenny, nhân viên siêu thị Jimmy và Kim thuê giả mạo Casimiro
- Carol Burnett trong vai Marion, mẹ Jeff, có cảm tình với Gene
- Kevin Sussman trong vai Lingk, một người giàu có bị ung thư mà Gene chọn làm mục tiêu

#### Giới thiệu trongBreaking Bad
- Raymond Cruz trong vai Tuco Salamanca, một tay phân phối ma túy tàn bạo bị thái nhân cách tại South Valley (mùa 1–2)
- Cesar García trong vai No-Doze, đàn em của Tuco (mùa 1)
- Jesús Payán Jr. trong vai Gonzo, đàn em của Tuco (mùa 1)
- T.C. Warner trong vai nữ y tá (mùa 1)
- Kyle Bornheimer trong vai Ken, một nhà môi giới chứng khoán kiêu căng tự phụ (mùa 2)
- Stoney Westmoreland trong vai sĩ quan Saxton, một cảnh sát của Sở Cảnh sát Albuquerque (mùa 2)
- Jim Beaver trong vai Lawson, một tay buôn vũ khí chợ đen tại Albuquerque (mùa 2)
- Maximino Arciniega trong vai Domingo "Krazy-8" Molina, một tay phân phối ma túy của Tuco (mùa 2–5)
- Mark Margolis trong vai Hector Salamanca, bác Tuco và là một thành viên cấp cao trong băng đảng (mùa 2–6)
- Debrianna Mansini trong vai Fran, bồi bàn tại quán Loyola's Diner (mùa 2 và 4)
- Daniel và Luis Moncada trong vai Leonel và Marco Salamanca, anh họ Tuco và cháu Hector kiêm sát thủ của băng đảng (mùa 2, 4–6)
- Jennifer Hasty trong vai Stephanie Doswell, một nhà môi giới bất động sản (mùa 2)
- Tina Parker trong vai Francesca Liddy, lễ tân của Jimmy (mùa 3–4, 6)
- Jeremiah Bitsui trong vai Victor, thuộc hạ của Gus (mùa 3–6)
- Ray Campbell trong vai Tyrus Kitt, thuộc hạ của Gus (mùa 3–6)
- JB Blanc trong vai bác sĩ Barry Goodman, một bác sĩ làm việc cho Gus (mùa 3–5)
- Steven Bauer trong vai ông trùm Eladio Vuente, đầu sỏ băng đảng ma túy Juárez (mùa 3, 5–6)
- Javier Grajeda trong vai Juan Bolsa, một thành viên cấp cao trong băng đảng Juárez (mùa 3–6)
- Lavell Crawford trong vai Huell Babineaux, một tay móc túi chuyên nghiệp được Jimmy thuê (mùa 3–6)
- Laura Fraser trong vai Lydia Rodarte-Quayle, nhân viên cấp cao tại Madrigal Electromotive và là cộng sự của Gus Fring (mùa 3–5)
- Eric Steinig trong vai Nick, một thành viên trong đội bảo vệ của Gus, về sau do Mike quản lý (mùa 4–6)
- Franc Ross trong vai Ira, một tay trộm được Jimmy thuê; trong Breaking Bad hắn là chủ công ty Vamonos Pest, xuất hiện trong tập "Hazard Pay" (mùa 4)
- David Costabile trong vai Gale Boetticher, một nhà hóa học được Gus tham khảo ý kiến (mùa 4)
- Robert Forster trong vai Ed Galbraith, chủ tiệm máy hút bụi chuyên di dời và cung cấp nhân dạng mới cho những người lẩn trốn pháp luật (mùa 5)
- Dean Norris trong vai Hank Schrader, đặc vụ Lực lượng Chống ma túy (DEA) và là anh em cọc chèo với Walter White (mùa 5)
- Steven Michael Quezada trong vai Steven Gomez, bạn thân và là cộng sự của Hank tại DEA (mùa 5)
- Robert Sanchez trong vai Harry Lipenstein, một đặc vụ DEA (mùa 5)
- Nigel Gibbs trong vai Tim Roberts, một thám tử của Sở Cảnh sát Albuquerque (mùa 5–6)
- Norbert Weisser trong vai Peter Schuler, nhân viên cấp cao của Madrigal Electromotive và là cộng sự của Gus Fring (mùa 5)
- Julia Minesci trong vai Wendy, cô gái điếm hành nghề ngoài nhà nghỉ Crossroads (mùa 6)
- David Ury trong vai Spooge, một tội phạm vặt (mùa 6)
- Bryan Cranston trong vai Walter White, giáo viên hóa phổ thông đã ngoại ngũ tuần, về sau nhập nghề điều chế ma túy và mượn Saul rửa tiền trong Breaking Bad (mùa 6)
- Aaron Paul trong vai Jesse Pinkman, học trò cũ của Walter, giúp Walter điều chế ma túy trong Breaking Bad (mùa 6)
- John Koyama trong vai Emilio Koyama, bạn Jesse, từng là đồng bọn điều chế ma túy của Jesse (mùa 6)
- Betsy Brandt trong vai Marie Schrader, người vợ góa của Hank (mùa 6)
- Todd Terry trong vai Đặc vụ Toàn quyền Austin Ramey, người đứng đầu các cơ quan DEA vùng tây nam Hoa Kỳ (mùa 6)

## Sản xuất

### Ý tưởng
Vince Gilligan và Peter Gould bắt đầu bàn việc sản xuất phần ngoại truyện cho Breaking Bad từ năm 2009. Khi quay tập "Full Measure" cho Breaking Bad, Gilligan hỏi ý kiến Bob Odenkirk về một ngoại truyện xoay quanh Saul Goodman. Tháng 7 năm 2012, Gilligan công khai ám chỉ sẽ ra mắt ngoại truyện về Saul Goodman, cho biết ông thích "ý tưởng làm phim về luật sư, trong đó nhân vật chính sẽ làm mọi cách để khỏi phải ra tòa," thí dụ như hòa giải trước khi xét xử. Trong chương trình Talking Bad, Odenkirk cho biết Saul là một trong các nhân vật nổi tiếng nhất phim và đoán khán giả thích anh vì anh là "nhân vật ít đạo đức giả nhất" và "rất thạo nghề."
Gould tiết lộ trong lúc quay Breaking Bad, đoàn làm phim có cân nhắc nhiều khả năng khác nhau, như nếu phim đoạt giải Primetime Emmy hoặc nếu khán giả mua áo "Los Pollos Hermanos" thì sao. Ê-kíp nghĩ những mục tiêu này không khả thi, nhưng sau thành công của bộ phim thì họ liền thử lên ý tưởng làm ngoại truyện về Saul. Hơn nữa, nhân vật Saul trong Breaking Bad còn phát triển vượt xa dự tính ban đầu của ê-kíp là chỉ cho xuất hiện trong ba tập. Sự phát triển của Saul giúp họ hình dung ra cách khai thác nhân vật này sâu hơn.

### Phát triển
Tháng 4 năm 2013, Gilligan và Gould xác nhận đang tiến hành sản xuất Better Call Saul (Gould là người viết tập phim giới thiệu nhân vật Saul trong Breaking Bad). Tháng 7 năm 2013, trước khi tám tập cuối của Breaking Bad lên sóng, Gilligan cho biết mình và Gould đang bàn ý tưởng làm ngoại truyện nhưng vẫn chưa ký thỏa thuận. Nhiều nhà phân phối – trong đó có Netflix – ngỏ ý muốn phát hành phim, nhưng cuối cùng công ty sản xuất Breaking Bad là Sony Pictures Television lại ký hợp đồng với AMC. Gilligan đạo diễn tập đầu và cùng Gould tham gia sản xuất phim. Biên kịch của Breaking Bad là Thomas Schnauz và Gennifer Hutchison trở lại đội ngũ biên kịch, trong đó Schnauz là đồng giám chế còn Hutchison đóng vai trò sản xuất giám sát. Ngoài ra biên kịch cho mùa một còn có Bradley Paul và trợ lý biên kịch Breaking Bad Gordon Smith.
Khi Sony và AMC cam kết phát hành ngoại truyện, Gilligan và Gould bắt đầu thảo luận nội dung phim. Mới đầu họ định làm mỗi tập nửa tiếng và cho Saul gặp nhiều thân chủ khác nhau – vai khách mời do người nổi tiếng đóng – trong văn phòng ở khu mua sắm. Hình thức này giống bộ phim Dr. Katz, Professional Therapist, nhưng vì không biết viết kịch bản dạng này nên họ lại quyết định làm tập dài một tiếng. Breaking Bad cũng có hình thức tương tự và được Gilligan miêu tả là "25 phần trăm hài, 75 phần trăm kịch tính." Với Better Call Saul, họ muốn thử đảo ngược hai yếu tố. Tuy dự định tăng yếu tố hài hước nhưng cuối cùng phim vẫn đậm chất kịch tính. Odenkirk nhận xét mùa đầu tiên có "85 phần trăm kịch tính, 15 phần trăm hài."
Tuy nhiều nhân vật trong phim là luật sư, nhưng thể loại chương trình Gilligan và Gould muốn sáng tác không phải pháp luật mà là hình sự với yếu tố pháp luật. Để nghiên cứu lĩnh vực này, đội ngũ biên kịch tham khảo luật sư thật và tới Tòa Thượng thẩm Los Angeles quan sát các vụ án. Họ nhận thấy thời gian nghỉ để đợi người khác xử lý công việc chiếm phần lớn hoạt động của các vụ án này.
Gilligan và Gould nghĩ chỉ nhân vật Saul Goodman thì chưa đủ để gánh vác cả chương trình. Gilligan gọi Saul là "gia vị tuyệt hảo" nhưng chưa phải là hồn cốt của bộ phim. Họ nhận thấy Saul trong Breaking Bad là người đã chấp nhận bản thân và nhìn ra tiềm năng khai thác câu chuyện về quá trình trở thành con người hiện tại của Saul. Cả hai nghĩ vì đã xác định dùng tựa Better Call Saul nên nếu làm mạch truyện này thì họ phải nhanh chóng biến Jimmy McGill thành Saul Goodman để khỏi làm khán giả thất vọng. Nhưng khi chấp bút viết kịch bản, họ lại nhận ra mình "không muốn viết đến Saul Goodman chút nào ... bi kịch là ở đó."
Gilligan và Gould học được nhiều kinh nghiệm về nghệ thuật phục bút dù không biết trước tương lai từ Breaking Bad nên trong Better Call Saul, họ có thể linh hoạt phát triển tình tiết phim tuy chưa biết chắc kết cục của phim ngoài mối liên hệ với Breaking Bad. Ví dụ như diễn xuất của Rhea Seehorn trong mùa một đã thay đổi đáng kể cách biên kịch khai thác nhân vật Kim Wexler ở các mùa sau và kéo dài quá trình biến Jimmy thành Saul khi họ tập trung hơn vào quan hệ giữa Jimmy–Kim. Gilligan so sánh ảnh hưởng này với diễn xuất của Aaron Paul và tác động của nó lên nhịp điệu của Breaking Bad.
Khi viết Better Call Saul, Gilligan và Gould nhận thấy có nhiều tình tiết trùng với Breaking Bad và lên danh sách các nhân vật có thể thêm vào phim, ví dụ như Gus Fring, nhưng không định sẵn là lúc nào. Gilligan miêu tả phương pháp viết kịch bản của họ là viết như đang làm hai phim khác nhau, một phim về Jimmy/Saul, Kim, Chuck và Howard, một phim về các nhân vật quen thuộc trong Breaking Bad như Mike và Gus với một số sự kiện trùng lặp. Họ cũng thêm các nhân vật phụ trong Breaking Bad vào một số cảnh ngắn để làm "trứng phục sinh" cho fan hâm mộ nếu có thể, nhưng Gilligan chỉ muốn thêm nhân vật chính như Walter hay Jesse khi cả đoàn làm phim lẫn khán giả đều cảm thấy thỏa đáng, không bị gò ép.
Vì bộ phim có liên hệ mật thiết với mạch truyện Breaking Bad nên một biên kịch được giao nhiệm vụ xem lại toàn bộ 62 tập phim trước mỗi mùa để đảm bảo kịch bản mùa tiếp theo của Better Call Saul không bị mâu thuẫn. Xuyên suốt chương trình, nhóm "chuyên gia cố vấn" của ê-kíp gồm điều phối kịch bản Ariel Levine và Kathleen Williams-Foshee duyệt lại mọi kịch bản để duy trì tính thống nhất với Breaking Bad, như dò đặc điểm tính cách và đảm bảo các tiểu tiết từ phim trước không bị sai lệch nếu lại xuất hiện.

#### Gilligan rời đội ngũ biên kịch và trở lại
Sau khi Gilligan rời đội ngũ biên kịch Better Call Saul vào đầu mùa ba để tập trung vào các dự án khác, Gould trở thành nhà sản xuất duy nhất của phim. Họ đã lên kế hoạch bàn giao từ khi phim mới ra mắt, nhưng Gilligan dự định sẽ quay lại viết kịch bản cho mùa cuối cùng. Ông có cộng tác vào mùa bốn và mùa năm nhưng cho biết mình rất ít tham gia phát triển nội dung phim trong giai đoạn này. Thay vào đó, Gilligan tự nhận mình chỉ là "đạo diễn làm thuê" trong hai tập "Wiedersehen" và "Bagman" và chia sẻ đây là hai kịch bản duy nhất mình đọc khi không còn trong đội biên kịch. Ông cũng công nhận Gould là người giúp bộ phim duy trì được chất lượng cao. Gould mời Gilligan trở lại đội biên kịch vào mùa sáu – mùa cuối cùng – và nói mình "rất vui khi có anh ấy tham gia, để cả hai có thể hoàn thành bộ phim đã cùng nhau bắt đầu."

### Tuyển diễn viên

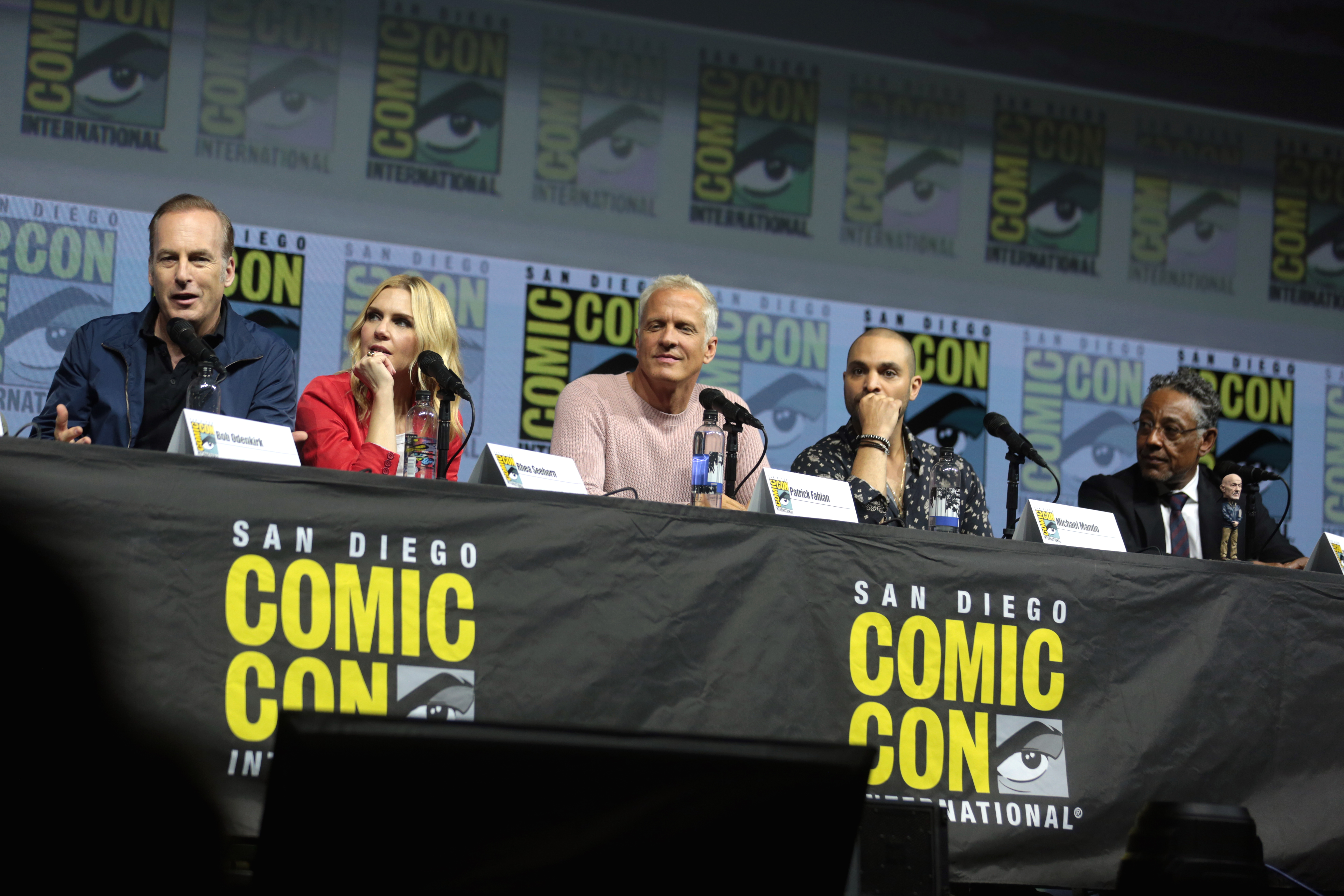
Diễn viên phim Better Call Saul Bob Odenkirk, Rhea Seehorn, Patrick Fabian, Michael Mando và Giancarlo Esposito

Bob Odenkirk xác nhận sẽ trở lại đóng vai chính Saul Goodman khi phim mới được công bố, nhưng nhân vật của anh sẽ xuất hiện với tư cách luật sư Jimmy McGill. Tháng 1 năm 2014, Jonathan Banks được công bố sẽ trở lại vai Mike Ehrmantraut, một trong các nhân vật chính.
Dàn diễn viên mới gồm có Michael McKean trong vai Chuck, anh trai của Jimmy. Trước đó McKean từng đóng vai khách mời trong một tập của chương trình Mr. Show do Odenkirk sản xuất và trong tập "Dreamland" của Hồ sơ tuyệt mật do Gilligan lên kịch bản. Rhea Seehorn thử vai và được nhận đóng Kimberly "Kim" Wexler vào tháng 4 năm 2014. Nhân vật của cô được miêu tả là "một luật sư uy tín ... có cuộc sống vốn đã khó khăn lại càng thêm phức tạp vì vướng mắc tình cảm với một người khác trong công ty." Tháng 5 năm 2014, Patrick Fabian nhận vai Howard Hamlin, một "luật sư kiểu Kennedy rất thành đạt trong cuộc sống." Michael Mando làm Gilligan và Gould ấn tượng với tài diễn xuất trong màn thử vai và được mời đóng "tay tội phạm thông minh và thận trọng" Ignacio "Nacho" Varga. Nhân vật của Mando không xuất hiện nhưng từng được nhắc đến trong tập "Better Call Saul" của Breaking Bad.
Đầu mùa ba, Giancarlo Esposito tham gia dàn diễn viên chính trong vai Gus Fring, tay trùm ma túy vốn là một phản diện chính của Breaking Bad. McKean rời chương trình ở cuối mùa ba sau khi nhân vật của ông qua đời, nhưng vẫn xuất hiện trong mùa tiếp theo và mùa cuối. Tony Dalton xuất hiện lần đầu trong vai Lalo Salamanca vào mùa bốn và gia nhập dàn diễn viên chính vào mùa năm. Cũng như Nacho, tên nhân vật Lalo từng được đề cập trong tập phim "Better Call Saul" của Breaking Bad.

#### Diễn viên khách mời từBreaking Bad
Trước mùa hai, Gilligan xác nhận sẽ có thêm các nhân vật nổi bật từ Breaking Bad ra mắt trong ngoại truyện với vai trò khách mời, nhưng không nói rõ là nhân vật nào. Sang mùa tiếp theo, Gilligan cho biết diễn biến phim đã đủ dài nên nếu nhân vật Breaking Bad nào tái xuất hiện thì sự góp mặt của họ phải cần thiết cho câu chuyện chứ "không chỉ là cameo suông."
Xuyên suốt bộ phim, Bryan Cranston và Aaron Paul thường chia sẻ mình sẵn lòng trở lại đóng Walter White và Jesse Pinkman nếu được mời. Cả hai cho rằng Gilligan sẽ chỉ để họ góp mặt trong phim nếu tìm được lý do chính đáng. Paul cho biết có khả năng họ sẽ đóng cameo trong mùa một, nhưng kế hoạch này lại không thành. Cả hai cùng góp mặt trong mùa sáu ở tập "Breaking Bad," tập phim lấy tên theo chương trình gốc. Paul cũng đóng một cameo riêng trong tập kế tiếp, còn Cranston thì tái xuất hiện trong tập cuối cùng.
Một diễn viên khác trong Breaking Bad là Dean Norris cho biết anh không thể tham gia những mùa đầu tiên phần vì bận đóng phim Under the Dome của CBS. Nhưng trước mùa năm, anh được công bố sẽ trở lại đóng khách mời vai Hank Schrader và xuất hiện trong hai tập "The Guy for This" và "Namaste." Ban đầu Betsy Brandt dự định trở lại đóng cameo nhân vật Marie Schrader vợ Hank trong tập cuối của mùa hai là "Klick." Tuy nhiên đội biên kịch phản đối vì cho rằng ý tưởng này sẽ làm khán giả phân tâm. Về sau cô xuất hiện trong tập phim cuối.
Các diễn viên khác trong Breaking Bad cũng nói có thể sẽ tham gia Better Call Saul. Trước khi phim khởi chiếu, Anna Gunn chia sẻ cô từng "nói chuyện" với Gilligan về khả năng góp mặt với vai diễn Skyler White. Bill Burr xác nhận sẽ trở lại vai Patrick Kuby trong tập "Dedicado a Max" ở mùa năm nhưng lại không sắp xếp được thời gian vì lý do cá nhân. Sau khi bộ phim kết thúc, Gould chia sẻ mình từng muốn mời Gunn, Norris, Esposito và RJ Mitte tham gia tập cuối, nhưng ông và đội biên kịch không tìm được tình huống hợp lý để họ xuất hiện trong câu chuyện.

### Quay phim
Công đoạn quay phim chính cho sáu mùa của Better Call Saul diễn ra từ ngày 2 tháng 6 năm 2014 đến ngày 9 tháng 2 năm 2022. Cũng như phim trước, Better Call Saul lấy bối cảnh trong và xung quanh Albuquerque, New Mexico và quay chủ yếu tại Albuquerque Studios. Các địa điểm ngoại cảnh đáng chú ý gồm có nhà hàng Twisters được dùng làm nhà hàng Los Pollos Hermanos của Gus, một bốt gác bãi giữ xe tại Trung tâm Hội nghị Albuquerque nơi Mike làm việc trong những mùa đầu, trụ sở cũ của Tòa án Quận Bernalillo dùng làm tòa án địa phương, và hai tòa nhà văn phòng gần đó tại North Valley (gồm một tòa nhà của Northrop Grumman) dùng làm nơi làm việc của HHM.
Văn phòng của Jimmy nằm sau một tiệm làm móng thật mà đội sản xuất sắp xếp mượn của chủ tiệm. Nhà hàng của gia đình Salamanca là một nhà hàng thật tại South Valley được đội sản xuất chỉnh sửa đôi chỗ để quay phim, nhưng ngoài ra vẫn hoạt động bình thường. Những cảnh tại Omaha được quay ở thương xá Cottonwood, Alburquerque; đội sản xuất làm việc với Cinnabon để tìm mượn các thiết bị và hạng mục dịch vụ đúng với bối cảnh phim, còn diễn viên quần chúng đóng trong các cảnh này chính là nhân viên Cinnabon. Ủy ban Điện ảnh New Mexico báo cáo bốn mùa đầu tiên của Better Call Saul đã mang lại cho Hoa Kỳ 120 triệu đô la Mỹ, và mỗi mùa bộ phim thuê khoảng 1.600 nhân lực cùng tổng cộng 11.300 diễn viên quần chúng.
Sau khi công đoạn quay phim chính hoàn tất, một cảnh khác được quay vào tháng 3 năm 2022 để làm cảnh mở đầu cho tập "Point and Shoot" trong mùa sáu. Được thực hiện với một số thành viên ê-kíp nhưng không có mặt diễn viên nào, cảnh quay này diễn ra tại công viên tiểu bang Leo Carrillo, California và là cảnh duy nhất quay ngoài New Mexico.
Better Call Saul chứa nhiều cảnh quay tại nhiều thời điểm khác nhau, một nét đặc trưng của Breaking Bad. Đáng chú ý nhất là tập đầu tiên của hầu hết mỗi mùa đều bắt đầu bằng một cảnh đen trắng ở tương lai những năm hậu Breaking Bad, khi Saul đã chuyển đến Omaha, Nebraska sống dưới vỏ bọc một gã quản lý tiệm Cinnabon tên Gene và luôn sợ bị bại lộ. Sự kiện này được báo trước trong "Granite State" – tập kế cuối của Breaking Bad – khi Saul nói với Walter, "Nếu tôi may mắn thì một tháng nữa, viễn cảnh lạc quan nhất là tôi quản lý một tiệm Cinnabon ở Omaha."
Đạo diễn hình ảnh cho hai mùa phim đầu tiên là Arthur Albert và kể từ mùa thứ ba là Marshall Adams. Ngoài ra Paul Donachie còn đạo diễn hình ảnh cho ba tập "Namaste" (2020), "Carrot and Stick" (2022) và "Hit and Run" (2022). Máy quay chính cho mùa một và mùa hai là máy RED Dragon. Kể từ mùa ba, máy quay VariCam Pure của Panasonic được đưa vào sử dụng nhờ độ nhạy cao với ánh sáng yếu. Nhờ vậy đoàn làm phim có thể quay các cảnh rộng hơn ở ngoài trời cả ngày lẫn đêm, thậm chí trong điều kiện gần như tối hoàn toàn tại trường quay, ví dụ như căn nhà không đèn điện của Chuck vào ban đêm. Máy ảnh ngắm chụp Lumix GH4 của Panasonic được dùng để thu hình trong không gian hẹp. Ba máy RED và hai máy VariCam Pure được sử dụng trong mùa bốn. Máy quay ALEXA LF của Arri được sử dụng chủ yếu trong mùa năm và sáu.

### Đoạn tiêu đề
Mỗi tập phim có một đoạn tiêu đề khác nhau và sử dụng những hình ảnh chất lượng thấp gợi nhớ về Saul Goodman trong Breaking Bad, như tượng Nữ thần Tự do bơm hơi trên nóc văn phòng Saul, ngăn kéo bàn làm việc đựng đầy điện thoại "rác" và biển quảng cáo của Saul trên ghế chờ xe buýt. Gould và Gilligan lấy cảm hứng từ các băng VHS chất lượng kém thời xưa và truyền hình truy cập công cộng với tiêu chuẩn sản xuất thấp từ thập niên 1980, và từ những quảng cáo mang phong cách tương tự của Saul Goodman trong Breaking Bad. Họ muốn đoạn tiêu đề phim nhìn "tệ hại có chủ ý" để tạo sự khác biệt với các phim khác cùng thời, vì những phim này thường có chất lượng hình ảnh và tiêu chuẩn sản xuất cao hơn. Một số đoạn tiêu đề chứa những cảnh phim không được sử dụng trong Breaking Bad, nhưng những đoạn còn lại được quay mới hoàn toàn. Biên tập viên trợ lý Curtis Thurber phụ trách tổng hợp, còn nghệ sĩ guitar Barrie Cadogan của nhóm Little Barrie phụ trách soạn nhạc cho tiêu đề phim. Khi Cadogan đang soạn nhạc, đội sản xuất yêu cầu ông làm một bản nhạc bị cắt ngang ở giây thứ 15.
Vì mỗi mùa (ngoại trừ mùa cuối cùng) đều có 10 tập nên những tập có cùng số thứ tự sẽ sử dụng cùng một đoạn tiêu đề. Tuy nhiên kể từ mùa hai trở đi, chất lượng hình ảnh của các đoạn tiêu đề lại giảm dần và mất dần màu sắc theo từng mùa. Nhiều người đặt giả thuyết đây là phép ẩn dụ cho hành trình biến đổi của Jimmy sang hình tượng Gene Takavic ở hậu Breaking Bad, vì những cảnh có nhân vật này đều là đen trắng.
Vì mùa cuối cùng có 13 tập thay vì 10 nên tiêu đề của bốn tập cuối được trình bày kiểu mới. Trong tập "Nippy," đoạn tiêu đề quay cảnh chiếc ly "Luật sư giỏi nhất thế giới" của Saul Goodman rơi xuống đất và bể tan giống tập 10 của các mùa trước. Tuy nhiên cảnh quay và tiếng nhạc lại bị cắt ngang, sau đó thay bằng màn hình xanh (bắt chước hiệu ứng của băng video dùng trong đầu máy VCR) cùng tựa phim và tên người sáng tạo phim. Đây cũng là tập phim đầu tiên hoàn toàn diễn ra sau các sự kiện trong Breaking Bad. Ba đoạn tiêu đề còn lại cũng sử dụng màn hình xanh và thoáng hiện một hình ảnh chưa xuất hiện trong những phần mở đầu trước, cộng với tiếng nhạc nền bị bóp méo. Sau đó màn hình xanh lại hiện lên cùng tựa phim và tên người sáng tạo phim. Trước khi tập phim tiếp tục, đoạn tiêu đề lại thoáng hiện một hình ảnh khác sẽ xuất hiện trong tập đó.

## Tập phim
| Mùa | Mùa | Số tập | Số tập              | Phát sóng gốc       | Phát sóng gốc       |
| Mùa | Mùa | Số tập | Số tập              | Phát sóng lần đầu   | Phát sóng lần cuối  |
| --- | --- | ------ | ------------------- | ------------------- | ------------------- |
|     | 1   | 10     | 10                  | 8 tháng 2 năm 2015  | 6 tháng 4 năm 2015  |
|     | 2   | 10     | 10                  | 15 tháng 2 năm 2016 | 18 tháng 4 năm 2016 |
|     | 3   | 10     | 10                  | 10 tháng 4 năm 2017 | 19 tháng 6 năm 2017 |
|     | 4   | 10     | 10                  | 6 tháng 8 năm 2018  | 8 tháng 10 năm 2018 |
|     | 5   | 10     | 10                  | 23 tháng 2 năm 2020 | 20 tháng 4 năm 2020 |
|     | 6   | 13     | 7                   | 18 tháng 4 năm 2022 | 23 tháng 5 năm 2022 |
| 6   | 6   | 13     | 11 tháng 7 năm 2022 | 15 tháng 8 năm 2022 |                     |

### Mùa 1 (2015)
Trailer đầu tiên ra mắt trên AMC vào ngày 10 tháng 8 năm 2014 và xác nhận phim sẽ lên sóng vào tháng 2 năm 2015. Tháng 11 năm 2014, AMC thông báo phim sẽ có hai buổi ra mắt; tập đầu tiên phát sóng vào Chủ Nhật ngày 8 tháng 2 năm 2015 lúc 10:00 tối (ET) rồi chuyển sang khung giờ thường lệ vào tối hôm sau, phát sóng vào mỗi thứ Hai lúc 10:00 tối. Phim được phát hành dưới dạng Blu-ray và DVD tại vùng 1 vào ngày 10 tháng 11 năm 2015, kèm theo bình luận mỗi tập phim, phiên bản không kiểm duyệt của các tập, các cảnh bị cắt, cảnh quay hỏng và một số phim tài liệu ngắn về quá trình quay. Một bộ đĩa Blu-ray bản giới hạn cũng được phát hành với bìa 3D và một đĩa flexi chứa ca khúc chủ đề của Better Call Saul do Junior Brown trình bày.
Sau các sự kiện trong Breaking Bad năm 2010, Saul Goodman trốn khỏi Albuquerque và ẩn thân tại Nebraska dưới vỏ bọc Gene Takavic. Hiện anh quản lý một tiệm Cinnabon và nhớ về thời còn ở Albuquerque.
Năm 2002, vài năm trước mạch phim Breaking Bad, Saul vẫn dùng tên thật là Jimmy McGill. Vì lập mưu trở thành luật sư của Craig Kettleman, một thủ quỹ can tội biển thủ công quỹ, nên anh đụng độ tay trùm ma túy tâm thần bất ổn Tuco Salamanca cùng tay sai thân tín Nacho. Jimmy cũng phải chăm nom Chuck, người anh trai tự giam mình trong nhà vì bị mẫn cảm với điện từ. Khi chuyển sang làm về luật cao niên, Jimmy phát hiện nhiều người già bị chuỗi nhà hưu dưỡng Sandpiper lừa gạt.
Khi lượng công việc của vụ kiện Sandpiper tập thể ngày một nhiều, Chuck gợi ý Jimmy nên bàn giao vụ kiện cho công ty luật của ông là Hamlin, Hamlin & McGill (HHM). Jimmy nhận được một khoản phí cố vấn nhỏ và một phần khoản dàn xếp trong tương lai, nhưng không được tham gia vụ án. Jimmy phát hiện Chuck là người ngầm cản trở anh vì không bằng lòng cho anh làm luật sư. HHM cộng tác giải quyết vụ kiện với một hãng luật khác là Davis & Main (D&M). Sau khi bạn cũ của Jimmy qua đời, sự nghiệp của anh thăng tiến khi anh được D&M nhận vào làm vì am hiểu vụ kiện Sandpiper.

### Mùa 2 (2016)
Tháng 6 năm 2014, trước khi chương trình khởi chiếu, AMC xác nhận tiếp tục sản xuất mùa thứ hai với 13 tập và ra mắt đầu năm 2016. Tuy nhiên về sau số tập bị giảm xuống còn 10. Mùa hai lên sóng ngày 15 tháng 2 năm 2016 và phát hành dưới dạng Blu-ray và DVD tại vùng 1 vào ngày 15 tháng 11 năm 2016, kèm theo bình luận mỗi tập và một số phim ngắn về quá trình quay.
Năm 2010, Gene bất cẩn khóa cửa tự nhốt mình trong phòng đổ rác khi đang đóng tiệm Cinnabon ở Omaha để ra về. Không dám dùng lối thoát hiểm vì sợ đánh động cảnh sát, anh đành đợi cả đêm đến khi lao công tới mở cửa.
Năm 2002, Jimmy đang là luật sư tại D&M nhưng nghỉ việc vì cung cách làm việc phô trương của anh không hợp với phong thái chuyên nghiệp của hãng. Kim bị Howard Hamlin – cộng sự của Chuck – giáng chức vì hành động của Jimmy. Cô tìm được một khách hàng lớn cho HHM là ngân hàng Mesa Verde, nhưng Howard không ghi nhận công trạng của cô dù rất vui vì mối làm ăn mới. Kim nghỉ việc ở HHM và mở văn phòng luật chung với Jimmy. Jimmy phá tài liệu Chuck chuẩn bị cho Mesa Verde để họ bỏ HHM và thuê Kim, nhưng Chuck phát hiện ra và lừa Jimmy thú nhận. Nacho nhờ Mike Ehrmantraut khử Tuco nhưng Mike chỉ gài bẫy bỏ tù hắn. Hector Salamanca – bác Tuco kiêm sếp lớn trong băng đảng – đối mặt với Mike. Mike lên kế hoạch ám sát Hector nhưng bị một thế lực giấu mặt cản trở.

### Mùa 3 (2017)
Tháng 3 năm 2016, AMC thông báo sẽ sản xuất Better Call Saul mùa thứ ba với 10 tập và ra mắt ngày 10 tháng 4 năm 2017. Nó được phát hành dưới dạng Blu-ray và DVD tại vùng 1 vào ngày 16 tháng 1 năm 2018, kèm theo bình luận mỗi tập và một số phim ngắn về quá trình quay.
Năm 2010, Gene chỉ chỗ trốn của một tên trộm cho bảo vệ trung tâm thương mại trong giờ nghỉ trưa. Khi quay lại làm việc, anh đột nhiên ngất xỉu vì căng thẳng quá độ.
Năm 2003, chứng chỉ hành nghề luật sư của Jimmy bị đình chỉ, còn bệnh mẫn cảm điện từ của Chuck bị phát hiện chỉ là bệnh tâm thể trong phiên tòa xét kỷ luật. Sau khi Jimmy ngầm phá bảo hiểm của Chuck, Howard khuyên ông nghỉ hưu nhưng ông lại nổi giận đòi kiện HHM. Howard đề nghị mua lại hết cổ phần của Chuck và đẩy ông đến quyết định tự sát.
Gus ngăn không cho Mike ám sát Hector và thuê Mike cướp 250.000 đô từ xe tải của Hector. Để giúp Mike rửa tiền, Gus sắp xếp cho ông ký hợp đồng làm cố vấn an ninh tại Madrigal. Vì Hector lên kế hoạch chiếm cửa hàng của cha Nacho nên anh lén đánh tráo thuốc đau thắt ngực của Hector hòng giết ông ta. Băng đảng ưu tiên đường dây phân phối ma túy của Gus hơn của Hector, khiến ông ta lên cơn đột quỵ giữa lúc tranh cãi và rơi vào hôn mê.

### Mùa 4 (2018)
Sau khi mùa ba kết thúc vào tháng 6 năm 2017, AMC công bố sẽ sản xuất mùa bốn với 10 tập và ra mắt ngày 6 tháng 8 năm 2018. Nó được phát hành dưới dạng Blu-ray và DVD tại vùng 1 vào ngày 7 tháng 5 năm 2019, kèm theo bình luận mỗi tập và một số phim ngắn về quá trình quay.
Năm 2010, Gene được đưa đến bệnh viện sau khi ngất xỉu và xuất viện khi bác sĩ xác nhận anh không bị nhồi máu cơ tim. Anh thấy bất an vì một tài xế taxi treo miếng thơm hình đội bóng chày Albuquerque Isotopes tỏ vẻ nhận ra anh.
Năm 2003, Jimmy lại vui vẻ như xưa sau khi Howard nhận trách nhiệm về cái chết của Chuck. Anh quản lý một tiệm bán điện thoại di động trong thời gian giấy phép bị đình chỉ, nhưng lại kiếm được nhiều hơn khi bán lại điện thoại trả trước cho tội phạm. Một năm sau, anh bị từ chối khôi phục chứng chỉ vì không tỏ ra có lỗi với Chuck. Sau khi giả vờ đau buồn, anh kháng cáo thành công và tiếp tục hành nghề với tên "Saul Goodman."
Gus phát hiện âm mưu giết Hector của Nacho và đe dọa buộc anh ngầm hãm hại gia đình Salamanca. Mike hộ tống kỹ sư đến giám định xưởng giặt của Gus để xây phòng điều chế ma túy ngầm. Gus thuê Werner Ziegler giám sát công trình, nhưng Mike lại được lệnh giết Werner khi ông tìm cách bỏ trốn. Hector hồi phục sau cơn đột quỵ nhưng mất khả năng nói và chỉ còn cử động được ngón trỏ tay phải. Cháu ông ta là Lalo Salamanca tới thay bác điều hành công việc và khám phá ra dự án xây dựng của Gus.

### Mùa 5 (2020)
Phim được công bố tiếp tục ra mùa năm vào tháng 7 năm 2018, trước khi mùa bốn lên sóng. Theo dự kiến thì đến 2020 mùa năm mới được phát sóng. Giám đốc AMC Sarah Barnett giải thích lý do chậm trễ là vì "nhu cầu nhân tài." Mùa năm dài 10 tập và bắt đầu trình chiếu với một buổi phát sóng đặc biệt vào Chủ Nhật ngày 23 tháng 2 năm 2020; các tập còn lại vẫn phát vào thứ Hai. Nó được phát hành dưới dạng Blu-ray và DVD tại vùng 1 vào ngày 24 tháng 11 năm 2020, kèm theo bình luận của diễn viên và ê-kíp sau mỗi tập, những cảnh bị xóa và một số phim ngắn về quá trình quay.
Năm 2010, giữa giờ nghỉ trưa, gã tài xế taxi Jeff và bạn hắn Buddy tới gặp Gene. Jeff tiết lộ hắn nhận ra Gene là Saul Goodman vì từng ở Albuquerque. Gene thừa nhận mình đang sống với thân phận bí mật.
Năm 2004, việc hành nghề dưới tên Saul Goodman dần cuốn Jimmy vào đường dây ma túy Albuquerque. Anh cũng thấy mâu thuẫn khi được Howard mời làm việc cho HHM. Kim cố gắng cân bằng công việc của Mesa Verde và công việc từ thiện với tình cảm dành cho Jimmy; dần dà cô cũng bắt đầu dùng chiêu trò lừa gạt giống anh. Về sau, Jimmy và Kim cùng lập mưu hủy hoại thanh danh của Howard để dàn xếp vụ kiện Sandpiper.
Vì có mặt Lalo ở Albuquerque nên Gus đành tạm hoãn việc xây xưởng chế ma túy. Nacho và Mike trở thành quân cờ trong trận chiến dai dẳng giữa nhà Salamanca và Gus. Sau khi bị bắt vì tội giết người, Lalo thuê Jimmy làm luật sư đại diện và thu xếp nộp bảo lãnh cho hắn, khiến Jimmy suýt mất mạng. Gus thuê sát thủ giết Lalo sau khi hắn ra tù nhưng thất bại, và từ đó Lalo suy ra mình bị Nacho bán đứng.

### Mùa 6 (2022)
Tháng 1 năm 2020, AMC thông báo tiếp tục sản xuất mùa sáu và lên lịch ra mắt năm 2021. Nhà sản xuất Peter Gould xác nhận đây là mùa cuối cùng và kéo dài 13 tập thay vì 10 như các mùa trước. Quá trình sản xuất bị hoãn trong thời gian dài vì COVID-19 và vì diễn viên chính Bob Odenkirk cần năm tuần hồi phục sau khi bị nhồi máu cơ tim trên trường quay. Mùa sáu – mùa cuối cùng – được chia làm hai phần; phần đầu ra mắt ngày 18 tháng 4 năm 2022, phần hai ra mắt ngày 11 tháng 7 năm 2022. Toàn bộ mùa sáu đã được phát hành dưới dạng Blu-ray và DVD tại vùng 1 vào ngày 6 tháng 12 năm 2022, kèm theo bình luận của diễn viên và ê-kíp sau mỗi tập, những cảnh bị xóa, cảnh không dùng và một số phim ngắn về quá trình quay.
Năm 2004, Nacho tìm cách chạy trốn nhà Salamanca sau khi tiếp tay vào âm mưu giết Lalo. Bị Gus buộc tội oan, Nacho quyết định hy sinh để bảo vệ cha. Jimmy và Kim bôi nhọ danh tiếng của Howard để dàn xếp vụ kiện Sandpiper. Howard tới chất vấn họ nhưng lại bị Lalo giết. Sau khi bắt Kim đánh lạc hướng, Lalo phục kích Gus và đột nhập vào xưởng chế ma túy xây dở. Gus giết Lalo bằng một khẩu súng giấu sẵn. Mike ngụy trang cái chết của Howard thành tự tử rồi giám sát việc chôn cất Howard và Lalo dưới xưởng chế ma túy. Khủng hoảng tinh thần, Kim bỏ nghề luật sư và ly dị Jimmy. Vài năm sau, Jimmy hoàn toàn biến thành Saul Goodman.
Năm 2010, Gene tới đề nghị Jeff và Buddy cùng cướp một trung tâm mua sắm. Sau khi chủ động gọi cho Kim hiện đang ở Florida, Gene lập mưu trộm thông tin tài chính của những người độc thân khá giả để bán kiếm lời. Khi kế hoạch chuyển biến xấu, Buddy rút lui, Jeff bị bắt còn Gene về sau cũng bị bắt. Anh bị dẫn độ về Albuquerque để xét xử và khai dối thông tin về Kim để cô bị tòa triệu tập. Anh thú nhận với Kim và những người tại phiên tòa về tội ác của mình trong Breaking Bad và Better Call Saul, sau đó nhận án 86 năm tù. Trong tù, các tù nhân khác nhận ra anh là Saul và anh trở nên nổi tiếng. Kim đến thăm anh và cả hai hút chung một điếu thuốc trước khi lại chia tay.

## Phát sóng
Better Call Saul phát sóng trên kênh truyền hình cáp AMC. Buổi ra mắt thu hút 4,4 triệu lượt xem ở độ tuổi 18–49 và 4 triệu lượt xem ở độ tuổi 25–54, tổng cộng 6,9 triệu lượt xem. Nó đạt kỷ lục buổi ra mắt có tỷ lệ người xem cao nhất trong lịch sử truyền hình cáp với chương trình có kịch bản. Kỷ lục này bị một phim khác của AMC là Fear the Walking Dead phá vỡ trong cùng năm đó.
Tháng 12 năm 2013, Netflix thông báo toàn bộ mùa một sẽ được phát trực tuyến tại Hoa Kỳ sau khi tập cuối của mùa một được phát sóng, còn tại Mỹ Latinh và châu  u, mỗi tập sẽ được phát trực tuyến vài ngày sau khi tập đó phát sóng tại Hoa Kỳ. Tuy nhiên phải đến ngày 1 tháng 2 năm 2016 mùa một mới được phát hành trên Netflix Hoa Kỳ. Mỗi tập của mùa hai có mặt trên Netflix toàn cầu sau khi tập đó phát sóng tại Hoa Kỳ.
Netflix là nhà cung cấp video theo yêu cầu độc quyền của chương trình và phát hành phim ở tất cả mọi nước trừ Úc và New Zealand. Tại Úc, Better Call Saul ra mắt trên dịch vụ phát trực tuyến Stan vào ngày 9 tháng 2 năm 2015 và đóng vai trò là chương trình chủ chốt của dịch vụ này. Tại New Zealand, bộ phim được phát độc quyền trên dịch vụ video theo yêu cầu Lightbox, rồi chuyển sang Neon vào năm 2020 khi hai dịch vụ này sáp nhập. Các tập phim được chiếu trong vòng ba ngày sau khi phát sóng tại Hoa Kỳ.
Tại Anh và Ireland, Netflix mua quyền phát bộ phim vào ngày 16 tháng 12 năm 2013 và phát tập đầu tiên vào ngày 9 tháng 2 năm 2015, tập thứ hai vào ngày hôm sau. Mỗi tập tiếp theo được phát hành vào mỗi tuần sau đó. Tại Ireland, bộ phim bắt đầu phát sóng trên kênh truyền hình TG4 của Ireland vào ngày 18 tháng 10 năm 2022. Tại Ấn Độ, bộ phim được phát sóng trên Colors Infinity trong vòng 24 tiếng sau khi phát sóng tại Hoa Kỳ.
Trong thời gian mùa cuối trình chiếu vào năm 2022, mỗi tập phim được phát trên AMC+ – dịch vụ phát trực tuyến ra mắt tháng 6 năm 2020 của AMC – trong cùng ngày phát sóng. Ngày ra mắt tập đầu của mùa cuối đạt lượt đăng ký tài khoản AMC+ mới kỷ lục, và đến giữa mùa thì tỷ lệ xem mỗi tập của dịch vụ này đã gia tăng 61%. Tại thời điểm tập cuối ra mắt trên AMC+, ứng dụng này bị sập khiến nhiều người dùng bị đăng xuất. Về sau AMC cho biết số lượt xem trong ngày tập cuối ra mắt trên AMC+ nhiều gấp bốn lần tập đầu tiên, và gọi mùa cuối cùng là động lực thu hút nhiều người xem nhất trong lịch sử của dịch vụ.

## Đón nhận

### Đánh giá chuyên môn
| Mùa | Rotten Tomatoes                              | Metacritic       |
| --- | -------------------------------------------- | ---------------- |
| 1   | 97% (điểm trung bình 8,1/10) (291 đánh giá)  | 78 (43 đánh giá) |
| 2   | 97% (điểm trung bình 8,7/10) (182 đánh giá)  | 85 (18 đánh giá) |
| 3   | 98% (điểm trung bình 8,75/10) (175 đánh giá) | 87 (18 đánh giá) |
| 4   | 99% (điểm trung bình 8,9/10) (185 đánh giá)  | 87 (16 đánh giá) |
| 5   | 99% (điểm trung bình 8,9/10) (184 đánh giá)  | 92 (16 đánh giá) |
| 6   | 99% (điểm trung bình 9,4/10) (175 đánh giá)  | 94 (20 đánh giá) |

Better Call Saul được giới phê bình tán dương và được coi là ví dụ nổi bật về cách sản xuất phim tiền truyện/ngoại truyện thành công vượt xa mong đợi. Nhiều nhà phê bình khen phim xứng đáng tiếp nối Breaking Bad và một số còn cho rằng nó vượt qua phim trước. Tháng 9 năm 2019, The Guardian xếp bộ phim ở vị trí thứ 48 trên danh sách 100 chương trình truyền hình hay nhất thế kỷ 21, miêu tả nó là "một tác phẩm phát triển theo tâm lý nhân vật được suy tính cực kỳ cẩn trọng và ngày một hoàn thiện khi bi kịch chính dần trở thành hiện thực." Năm 2021, Empire xếp Better Call Saul ở vị trí thứ 27 trên danh sách 100 chương trình truyền hình xuất sắc nhất mọi thời đại. Cũng trong năm 2021, nó được BBC bình chọn là chương trình truyền hình hay thứ 23 của thế kỷ 21, theo đánh giá của 206 chuyên gia truyền hình từ khắp thế giới. Tháng 9 năm 2022, Rolling Stone xếp Better Call Saul ở vị trí thứ 32 trong số các chương trình truyền hình hay nhất mọi thời đại, trên danh sách mới cập nhật năm 2016.
Mùa đầu tiên đạt tỷ lệ ủng hộ 97% trên trang web tổng hợp kết quả đánh giá Rotten Tomatoes với điểm trung bình 8,1/10 dựa trên 291 đánh giá. Các nhà phê bình của trang web nhất trí, "Better Call Saul là một tác phẩm nghiên cứu nhân vật kỳ khôi và u ám đã thành công đứng vững mà không bị bộ phim khai sinh ra nó làm lu mờ." Metacritic tính điểm trung bình có trọng số và chấm phim 78 điểm qua 43 bài đánh giá, một số điểm "nhìn chung là tích cực."
Mùa hai đạt tỷ lệ ủng hộ 97% trên Rotten Tomatoes với điểm trung bình 8,7/10 theo 182 đánh giá. Trang web nhất trí, "Better Call Saul tiếp tục thu hút khán giả bằng những tập phim lan truyền năng lượng kịch tính, đồng thời thể hiện sức hấp dẫn của vai chính đầy tài năng." Trên Metacritic, phim được "toàn thể giới phê bình hoan nghênh" với số điểm 85/100 theo 18 đánh giá.
Mùa ba đạt tỷ lệ ủng hộ 98% trên Rotten Tomatoes với điểm trung bình 8,75/10 theo 175 đánh giá. Trang web nhất trí, "Better Call Saul không hề có dấu hiệu tụt dốc trong mùa 3, khi sự xuất hiện của những gương mặt quen thuộc giúp đẩy nhanh quá trình biến đổi tất yếu của vai chính." Trên Metacritic, phim được "toàn thể giới phê bình hoan nghênh" với số điểm 87/100 theo 18 đánh giá.
Mùa bốn đạt tỷ lệ ủng hộ 99% trên Rotten Tomatoes với điểm trung bình 8,9/10 theo 185 đánh giá. Trang web nhất trí, "Được xây dựng kỹ lưỡng và hấp dẫn hơn bao giờ hết, Better Call Saul khéo léo cân bằng giữa bộ phim đã có và bộ phim chắc chắn sẽ trở thành." Trên Metacritic, phim được "toàn thể giới phê bình hoan nghênh" với số điểm 87/100 theo 16 đánh giá.
Mùa năm đạt tỷ lệ ủng hộ 99% trên Rotten Tomatoes với điểm trung bình 8,9/10 theo 184 đánh giá. Trang web nhất trí, "Với nền tảng vững vàng là diễn xuất giàu kinh nghiệm và sắc thái bất tận của Bob Odenkirk, mùa năm của Better Call Saul là một tác phẩm bậc thầy về bi kịch đầy tăm tối, hài hước được hiện thực hóa một cách sống động." Trên Metacritic, phim được "toàn thể giới phê bình hoan nghênh" với số điểm 92/100 theo 16 đánh giá.
Mùa sáu đạt tỷ lệ ủng hộ 99% trên Rotten Tomatoes với điểm trung bình 9,4/10 theo 174 đánh giá. Trang web nhất trí, "Better Call Saul vẫn được kiểm soát khéo léo hệt như Jimmy McGill cả quyết mình vẫn tự chủ trong mùa cuối này, khi câu chuyện âm ỉ trải dài nhiều năm dần sôi sục." Trên Metacritic, phim được "toàn thể giới phê bình hoan nghênh" với số điểm 94/100 theo 20 đánh giá.
Sau khi tập cuối phát sóng, Stuart Jeffries ký giả báo The Guardian khen chất lượng bộ phim cao hơn Breaking Bad ngoài dự liệu của ông: "Qua sáu mùa phim, Better Call Saul đã phát triển thành một tác phẩm chính kịch về sự tha hóa của con người sâu sắc và đẹp đẽ hơn chương trình trước. Nó biến đổi thành một thứ hoa mỹ hơn Breaking Bad nhưng không hề mất đi cả sự khéo léo trong ngôn từ lẫn la bàn đạo đức." Craig Elvy của trang Screen Rant cũng cho rằng bộ phim hay hơn phim trước: "Ngoại truyện của Jimmy McGill để lại một thành quả quen thuộc – được khán giả lẫn giới phê bình liên tiếp khen ngợi nhiệt tình, và kết thúc bằng một cái kết thỏa mãn toàn diện." Anh phân tích: "Khi Better Call Saul bắt đầu, nhiều người hy vọng phần ngoại truyện này có thể thoát khỏi cái bóng của Breaking Bad hoặc nâng giá trị bằng cách làm sáng tỏ câu chuyện của Walt và Jesse với những tình tiết mới. Ít ai dám tưởng tượng Better Call Saul lại đạt được cả hai, và tham vọng sáng tạo một ngoại truyện vừa hoàn toàn ủng hộ phim trước vừa tồn tại ở một thế giới khác hẳn chính là minh chứng cho lý do Better Call Saul nhỉnh hơn Breaking Bad một chút." Jeremy Urquhart của trang Collider so sánh chất lượng của hai chương trình: "Breaking Bad thành công với tư cách một tấn bi kịch hình sự giật gân có diễn biến nhanh, còn Better Call Saul thành công với tư cách một tác phẩm chính kịch (kèm yếu tố hài đen) có diễn biến chậm và tập trung vào nhân vật." Anh nói mục tiêu so sánh "không phải để tranh luận phim này hay hơn phim kia. Chuyện đó còn tùy vào sở thích cá nhân, nhưng ta khó lòng phủ nhận có một số điểm Better Call Saul làm tốt hơn và có những khía cạnh khác nó làm không xuất sắc bằng phim gốc."

### Tỷ lệ người xem
| Mùa | Khung giờ (ET)                                | Số tập | Phát sóng lần đầu   | Phát sóng lần đầu | Phát sóng lần cuối  | Phát sóng lần cuối | Lượt xem TB (triệu) |
| Mùa | Khung giờ (ET)                                | Số tập | Ngày                | Lượt xem (triệu)  | Ngày                | Lượt xem (triệu)   | Lượt xem TB (triệu) |
| --- | --------------------------------------------- | ------ | ------------------- | ----------------- | ------------------- | ------------------ | ------------------- |
| 1   | Chủ Nhật 10:00 tối (ra mắt) Thứ Hai 10:00 tối | 10     | 8 tháng 2 năm 2015  | 6,88              | 6 tháng 4 năm 2015  | 2,53               | 3,21                |
| 2   | Thứ Hai 10:00 tối                             | 10     | 15 tháng 2 năm 2016 | 2,57              | 18 tháng 4 năm 2016 | 2,26               | 2,16                |
| 3   | Thứ Hai 10:00 tối                             | 10     | 10 tháng 4 năm 2017 | 1,81              | 19 tháng 6 năm 2017 | 1,85               | 1,64                |
| 4   | Thứ Hai 9:00 tối                              | 10     | 6 tháng 8 năm 2018  | 1,77              | 8 tháng 10 năm 2018 | 1,53               | 1,49                |
| 5   | Chủ Nhật 10:00 tối (ra mắt) Thứ Hai 9:00 tối  | 10     | 23 tháng 2 năm 2020 | 1,60              | 20 tháng 4 năm 2020 | 1,59               | 1,37                |
| 6A  | Thứ Hai 9:00 tối                              | 7      | 18 tháng 4 năm 2022 | 1,42              | 23 tháng 5 năm 2022 | 1,19               | 1,27                |
| 6B  | Thứ Hai 9:00 tối                              | 6      | 11 tháng 7 năm 2022 | 1,16              | 15 tháng 8 năm 2022 | 1,80               | 1,27                |

### Giải thưởng
Better Call Saul đã được đề cử 46 giải Emmy, trong đó có sáu đề cử hạng mục phim truyền hình chính kịch xuất sắc nhất. Bob Odenkirk đã được đề cử năm giải nam diễn viên chính phim truyền hình chính kịch xuất sắc nhất. Jonathan Banks và Giancarlo Esposito được đề cử giải nam diễn viên phụ phim truyền hình chính kịch xuất sắc nhất; Banks được đề cử bốn lần còn Esposito hai lần. Rhea Seehorn được đề cử một giải nữ diễn viên phụ phim truyền hình chính kịch xuất sắc nhất. Bộ phim cũng được đề cử sáu giải kịch bản phim truyền hình chính kịch xuất sắc nhất và một giải đạo diễn phim truyền hình chính kịch xuất sắc nhất.

## Loạt phim
Better Call Saul có một số tác phẩm ngoại truyện đa phương tiện riêng trong loạt phim Breaking Bad, gồm chương trình trò chuyện, phim ngắn kỹ thuật số chiếu trên mạng, truyện tranh và podcast của đoàn làm phim.